# Гаррахов
Гаррахов (чеськ. Harrachov) — містечко у горах Карконоші на території Чехії, відомий гірськолижний курорт. Має у своєму складі 4 райони: Ріжовіште, Янов, Нови-Свєт і Мітіні.

## Назва і розташування
Перша письмова згадка про заселення цих місць датується XVII століттям, коли тут з'явилося село під назвою Дерфль (нім. Dörfl). На початку XVIII століття село отримало назву Гаррахсдорф (нім. Harrachsdorf) на честь власника цих земель — графа зі знатного роду Гаррахів. Поселення, яке розрослося, згодом було перейменоване на Гаррахов.
Сучасне місто розташоване на півночі Чехії поблизу польського кордону, в долині річки Мумлава, притоки річки Їзера. На Мумлаві неподалік від міста є невеликий водоспад з кам'янистими уступами.

## Історія
Поява жителів у цих місцях пов'язана з гірничою справою. Лише в 1992 у Гаррахові був остаточно закритий видобуток флюориту, бариту, галеніту. 
Початок кустарного склодувного промислу простежується тут з XIV століття. Перша гутальня, побудована в 1712, є одним з найстаріших у Чехії. Незважаючи на пожежі та руйнування (в 1827, 1862 і 1946) завод щоразу відновлювали, і він працює донині, зберігаючи традиції художньої обробки богемського скла. Головною визначною пам'яткою заводу є унікальна гранильна майстерня з віковою історією.
Зимові види спорту в Гаррахові почали культивувати на межі XIX — XX століть з ініціативи графа Яна Гарраха. Він одним з перших привіз лижі на Карконоші (Ісполинові гори) для своїх лісорубів.
Перший лижний трамплін був побудований тут в 1920. Під час модернізації міста і перетворення його на гірськолижний курорт в 1980 трампліни були переобладнані з урахуванням світових стандартів.

## Пам'ятки
Зі скла місцевого виробництва виготовлені вівтар і люстра (1822—1828) для костелу св. Вацлава, а також дзвін (1915) для капели св. Єлизавети.
З історією виробництва скла у Гаррахові знайомить Музей скла, створений у реконструйованій будівлі колишнього господаря заводу. Відвідувачі мають можливість здійснити екскурсію у виробничі цехи, де практикуються традиційні способи роботи склодувів, шліфувальників тощо.

Окрім Музею скла, у цьому приміщенні є також Музей лиж з експозицією, присвяченою розвитку лижного спорту в Гаррахові. На території музею є своя броварня.

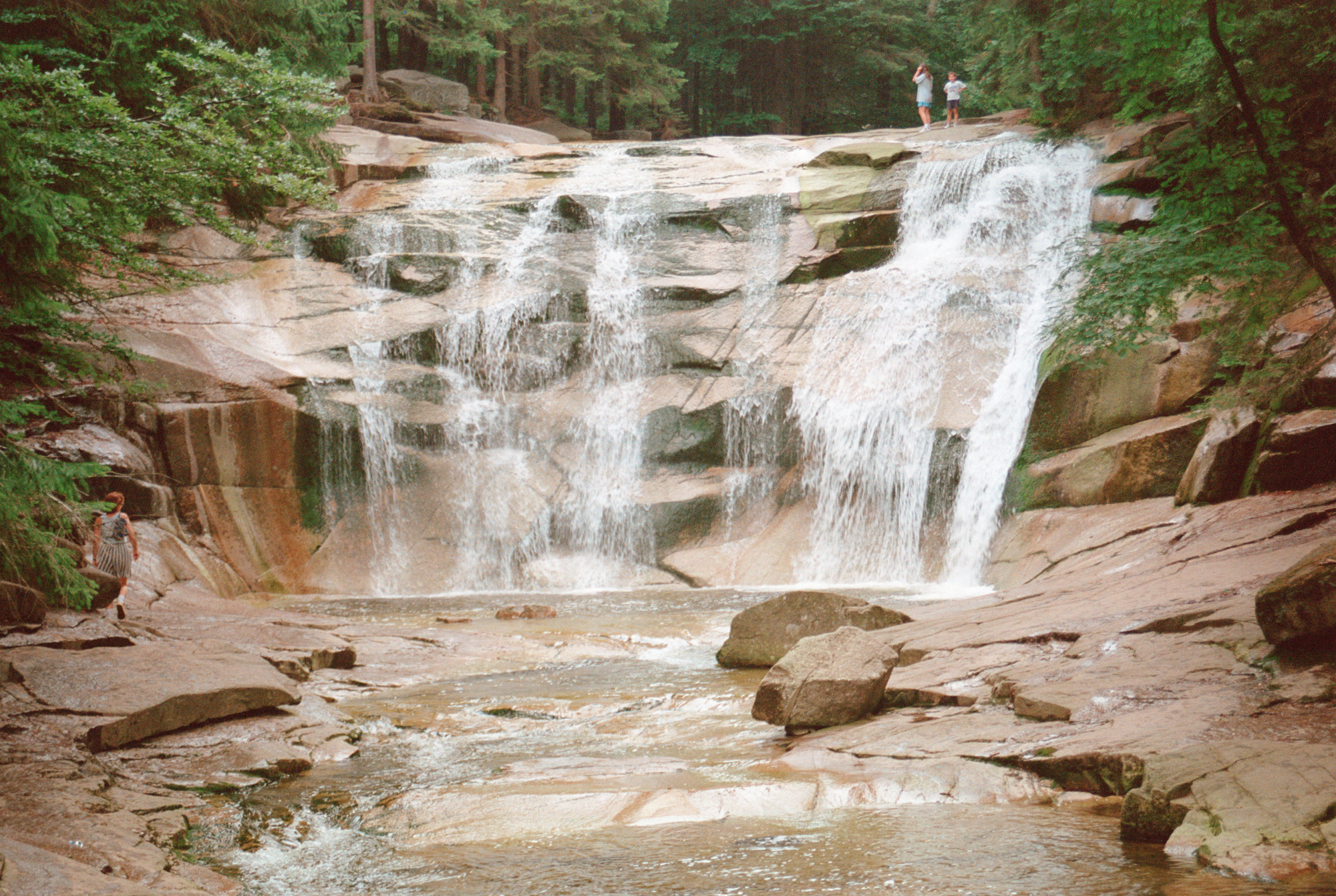
Водоспад на річці Мумлава
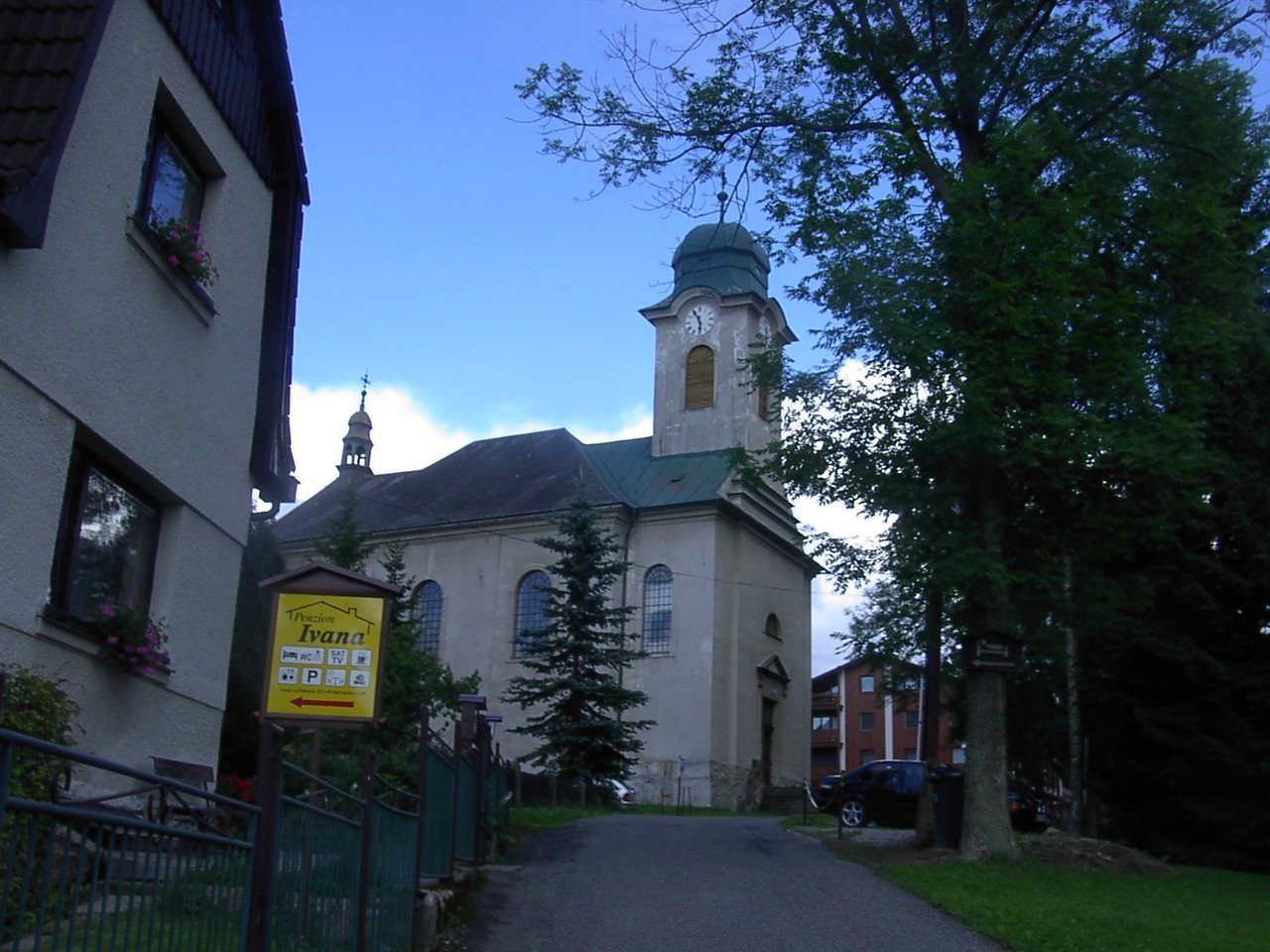
Костел св. Вацлава
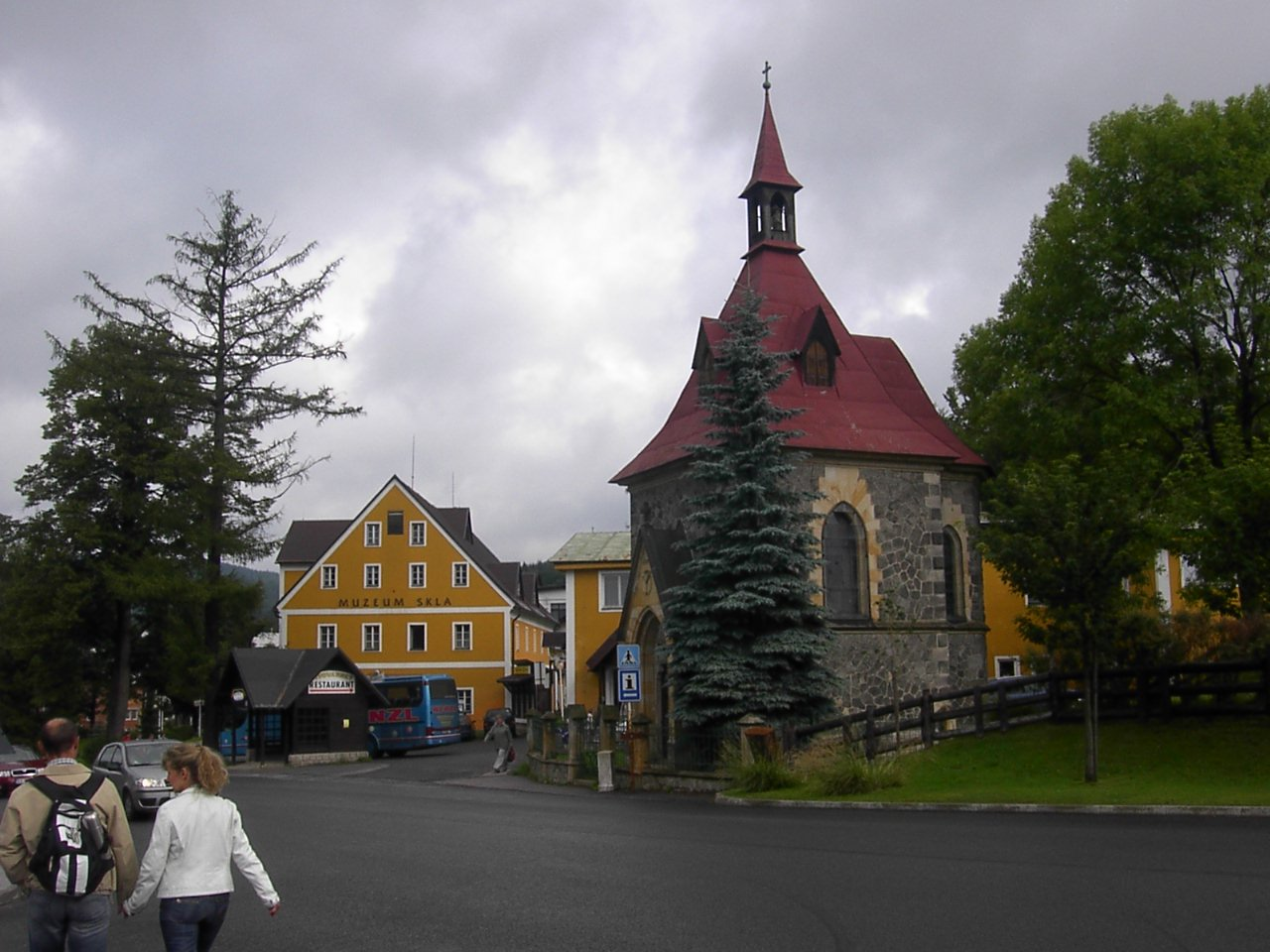
Капела св. Єлизавети і Музей скла
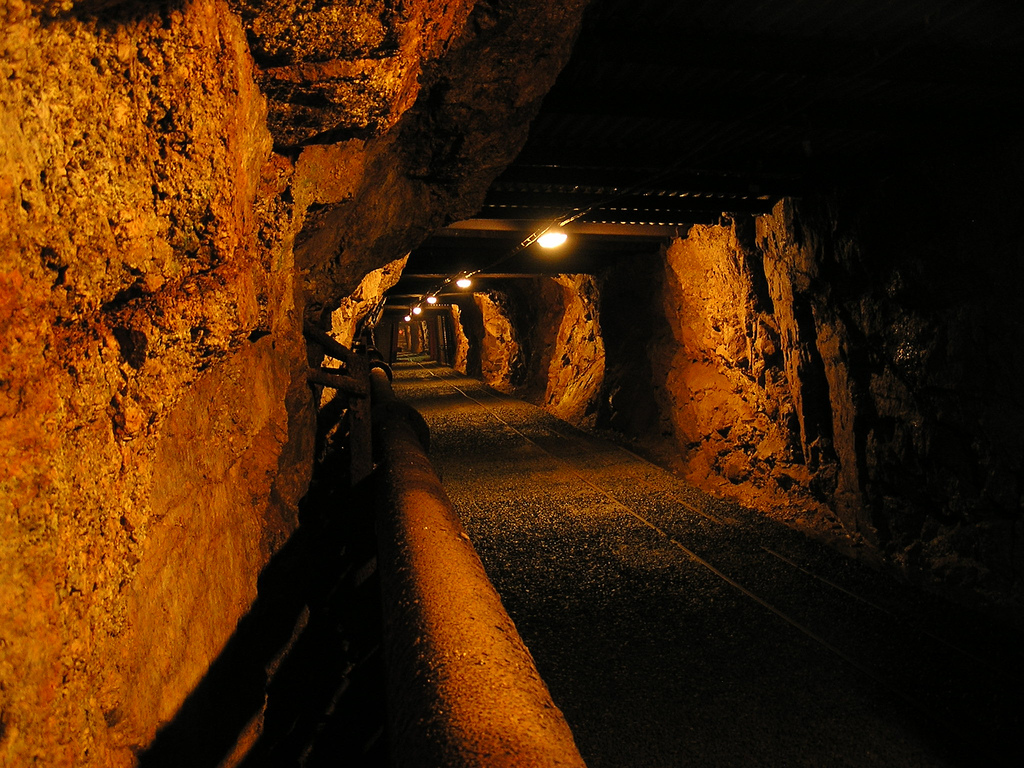
Штрек шахти в Музеї гірничої справи
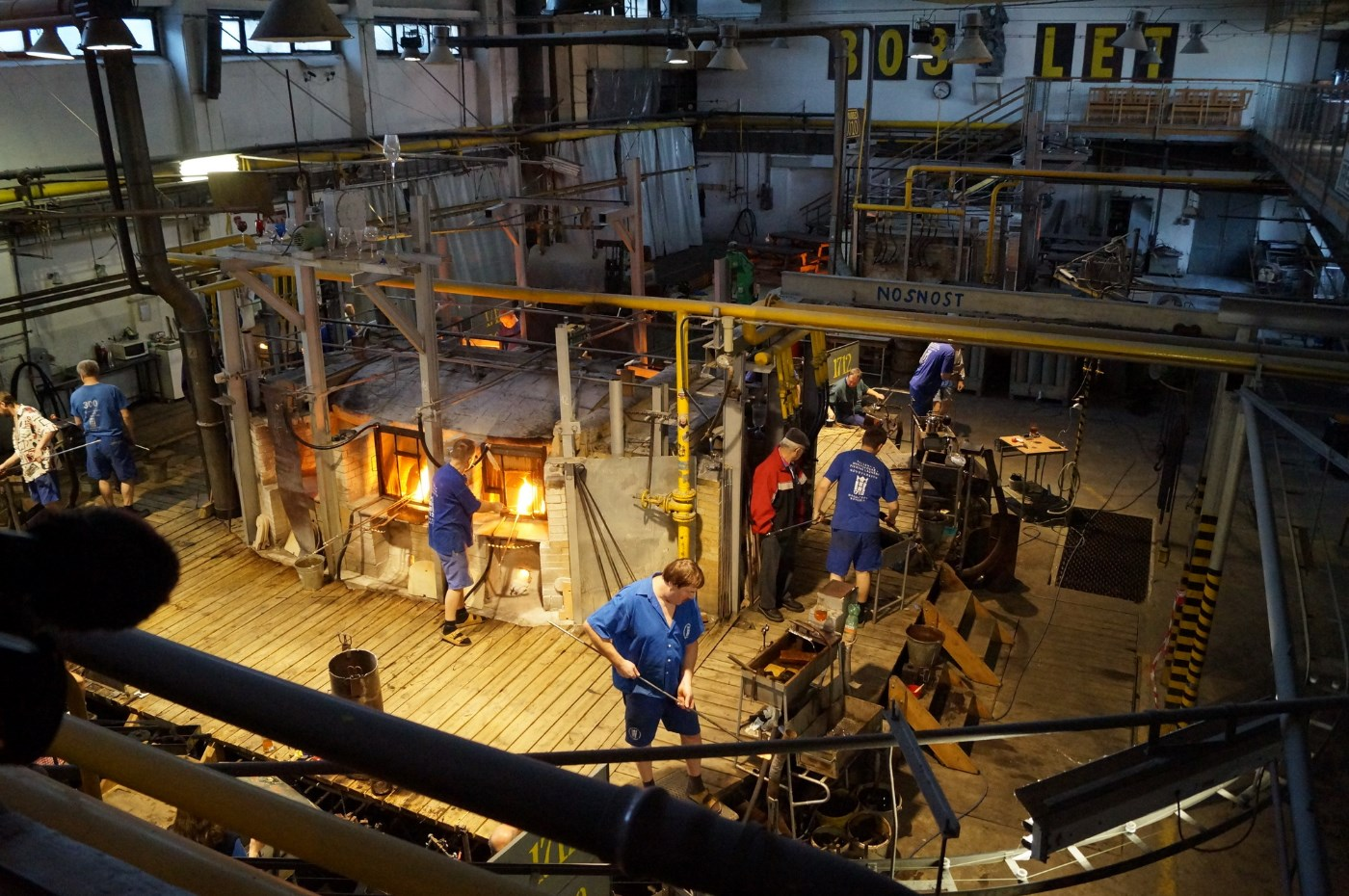
Склодувний цех в Гаррахові
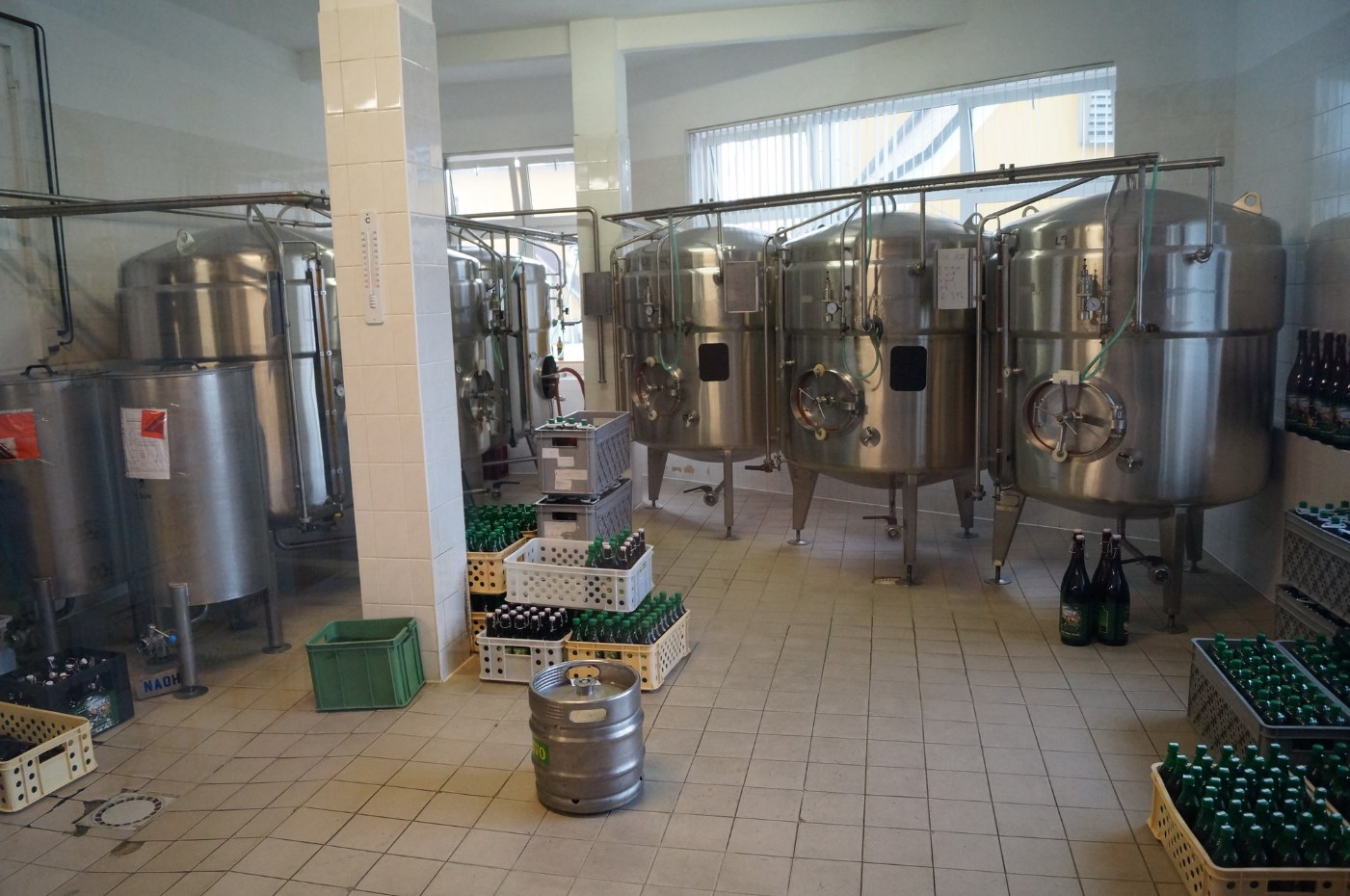
Пивоварня біля музею скла

## Сучасний курорт
Як і в інших курортних містах на території Карконошів, в Гаррахові є багато можливостей для любителів зимових видів спорту. На Чортовій горі (чеськ. Čertová Hora) встановлені два великих трампліни, зокрема для польотів на лижах. Тут проводяться змагання літаючих лижників у рамках Кубка світу. Загалом у місті є вісім трамплінів, деякі з них — зі штучним покриттям, що дозволяє практично весь рік проводити тренування та навчальні курси.

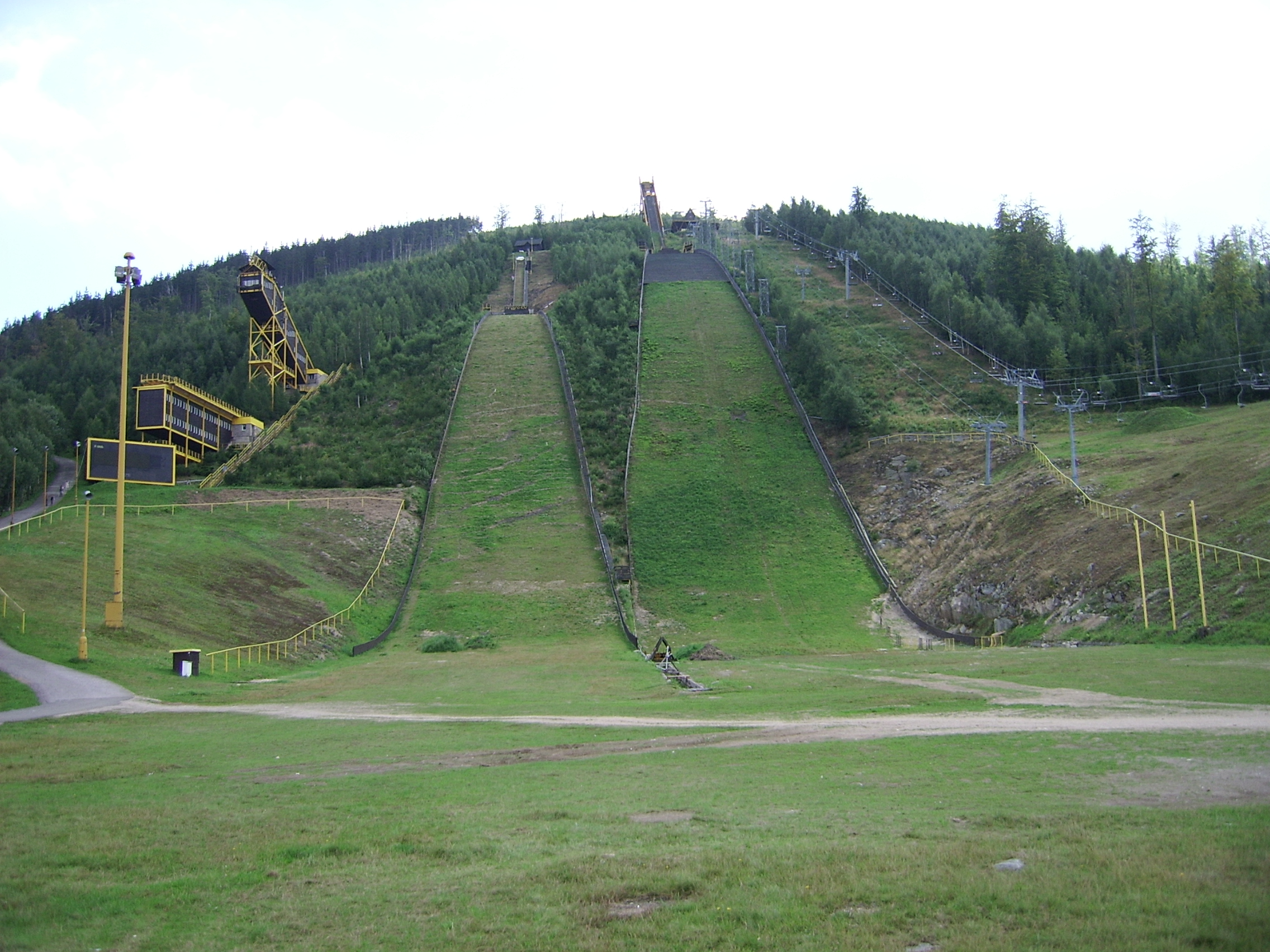
Трампліни влітку
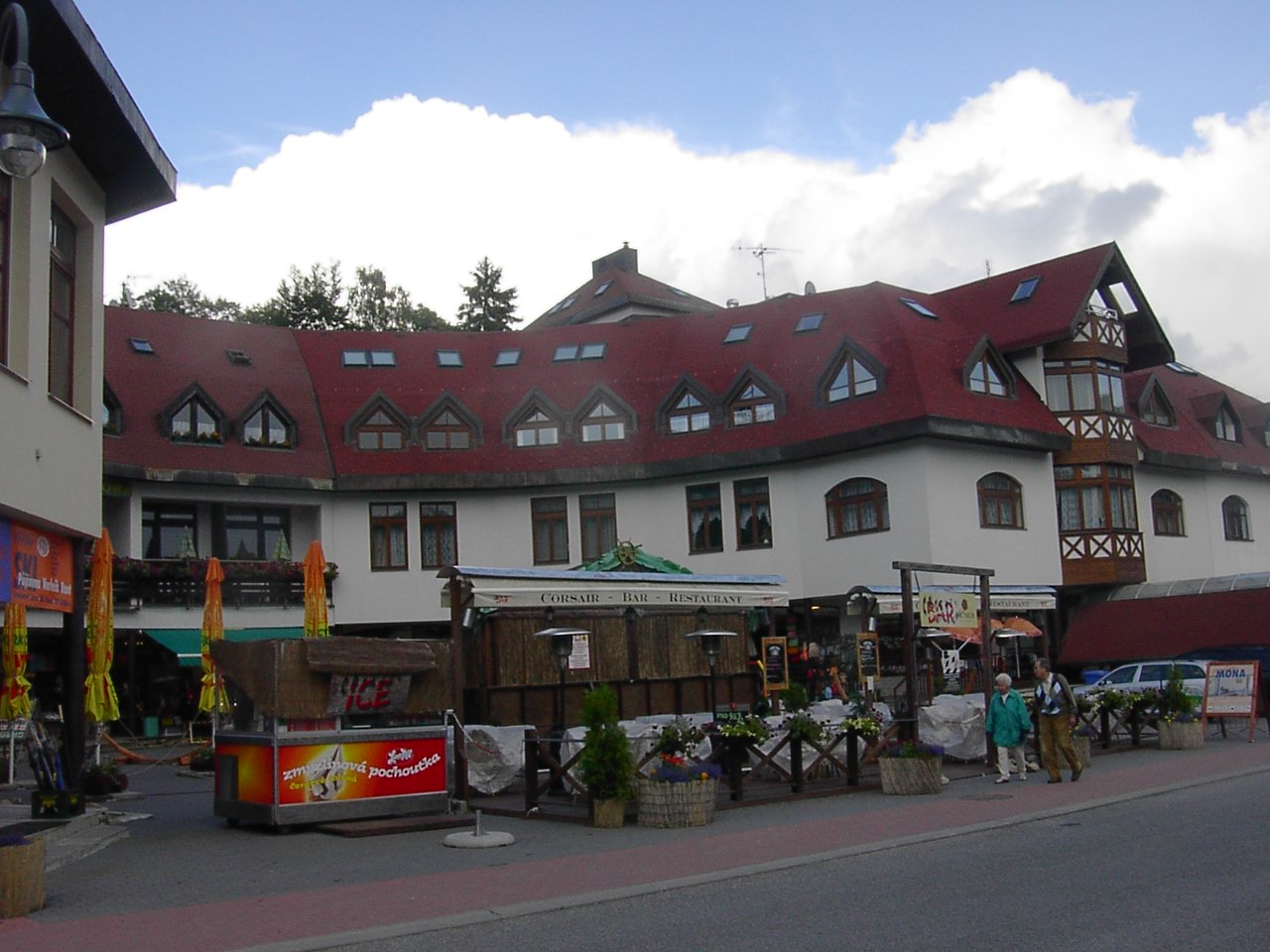
Нова будова в центрі міста
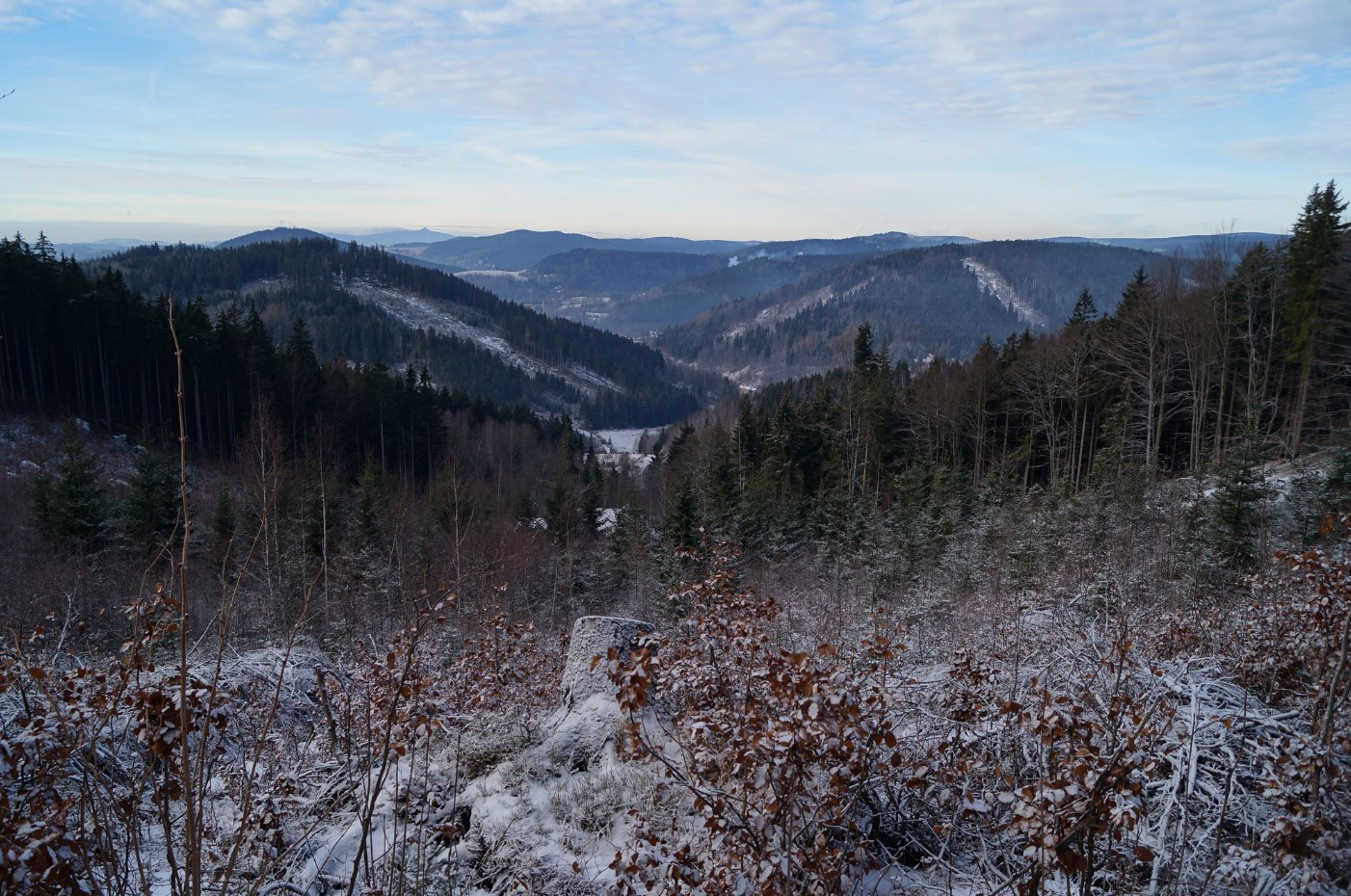
Карконоші в околицях Гаррахова

## Транспорт

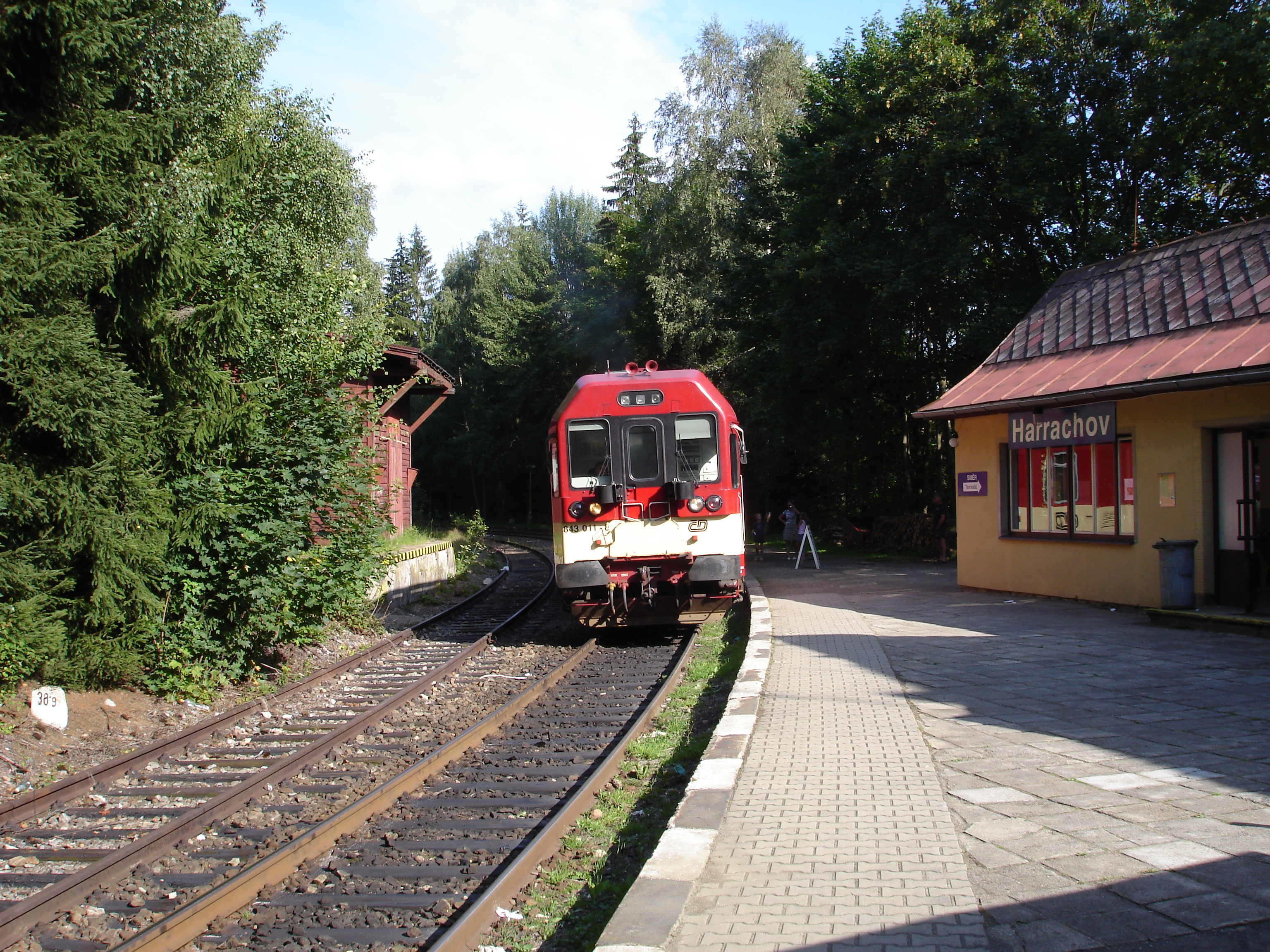
Залізнична станція

Крім автобусних маршрутів між прилеглими населеними пунктами, в Гаррахові є станція «Harrachov» на залізничній лінії (нім. Bahnstrecke Jelenia Góra–Kořenov), що сполучає чеське місто Коженов з польським містом Єленя-Ґура.

## Населення
| Рік  | Чисельність | Чисельність |
| ---- | ----------- | ----------- |
| 1869 | 1788        | [ 14 ]      |
| 1880 | 1945        | [ 14 ]      |
| 1890 | 1750        | [ 14 ]      |
| 1900 | 1762        | [ 14 ]      |
| 1910 | 1656        | [ 14 ]      |
| 1921 | 1410        | [ 14 ]      |
| 1930 | 1731        | [ 14 ]      |

| Рік  | Чисельність | Чисельність |
| ---- | ----------- | ----------- |
| 1950 | 2013        | [ 14 ]      |
| 1961 | 1282        | [ 14 ]      |
| 1970 | 1249        | [ 14 ]      |
| 1980 | 1428        | [ 14 ]      |
| 1991 | 1667        | [ 14 ]      |
| 2001 | 1757        | [ 14 ]      |
| 2014 | 1524        | [ 15 ]      |

| Рік  | Чисельність | Чисельність |
| ---- | ----------- | ----------- |
| 2016 | 1470        | [ 16 ]      |
| 2017 | 1456        | [ 17 ]      |
| 2018 | 1421        | [ 18 ]      |
| 2019 | 1421        | [ 19 ]      |
| 2020 | 1396        | [ 20 ]      |
| 2021 | 1335        | [ 21 ]      |
| 2021 | 1346        | [ 22 ]      |

| Рік  | Чисельність | Чисельність |
| ---- | ----------- | ----------- |
| 2022 | 1301        | [ 23 ]      |
| 2023 | 1406        | [ 24 ]      |
| 2024 | 1386        | [ 25 ]      |
| 2025 | 1388        | [ 4 ]       |

| Рік  | Чисельність | Чисельність |
| ---- | ----------- | ----------- |
| 1869 | 1788        | [ 14 ]      |
| 1880 | 1945        | [ 14 ]      |
| 1890 | 1750        | [ 14 ]      |
| 1900 | 1762        | [ 14 ]      |
| 1910 | 1656        | [ 14 ]      |
| 1921 | 1410        | [ 14 ]      |
| 1930 | 1731        | [ 14 ]      |

| Рік  | Чисельність | Чисельність |
| ---- | ----------- | ----------- |
| 1950 | 2013        | [ 14 ]      |
| 1961 | 1282        | [ 14 ]      |
| 1970 | 1249        | [ 14 ]      |
| 1980 | 1428        | [ 14 ]      |
| 1991 | 1667        | [ 14 ]      |
| 2001 | 1757        | [ 14 ]      |
| 2014 | 1524        | [ 15 ]      |

| Рік  | Чисельність | Чисельність |
| ---- | ----------- | ----------- |
| 2016 | 1470        | [ 16 ]      |
| 2017 | 1456        | [ 17 ]      |
| 2018 | 1421        | [ 18 ]      |
| 2019 | 1421        | [ 19 ]      |
| 2020 | 1396        | [ 20 ]      |
| 2021 | 1335        | [ 21 ]      |
| 2021 | 1346        | [ 22 ]      |

| Рік  | Чисельність | Чисельність |
| ---- | ----------- | ----------- |
| 2022 | 1301        | [ 23 ]      |
| 2023 | 1406        | [ 24 ]      |
| 2024 | 1386        | [ 25 ]      |
| 2025 | 1388        | [ 4 ]       |

|  |